# Antônio de Souza
Antônio de Souza (ur. 21 października 1929 w Bom Jesus dos Perdões) – brazylijski duchowny rzymskokatolicki, w latach 1977-2004 biskup Assis.

## Życiorys
Święcenia kapłańskie przyjął 1 lipca 1956. 9 lutego 1974 został prekonizowany koadiutorem diecezji Assis ze stolicą tytularną Egnatia. Sakrę biskupią otrzymał 16 kwietnia 1974. 20 lipca 1977 objął urząd ordynariusza. 27 października 2004 przeszedł na emeryturę.